# Toratlı
Toratlı ist ein Dorf im Landkreis Çemişgezek der türkischen Provinz Tunceli. Im Jahre 2011 lebten in Toratlı 121 Menschen.